# Салабута (Кормянский район)
Салабута (бел. Салабута) — упразднённая деревня в Литвиновичском сельсовете Кормянского района Гомельской области Беларуси.
В связи с радиационным загрязнением после катастрофы на Чернобыльской АЭС жители (21 семья) переселены в начале 1990-х годов в чистые места.

## География

### Расположение
В 16 км на северо-восток от Кормы, в 71 км от железнодорожной станции Рогачёв (на линии Могилёв — Жлобин), в 126 км от Гомеля.

### Гидрография
На реке Овсовина (приток реки Сож).

## Транспортная сеть
Транспортные связи по просёлочной, затем автомобильной дороге Корма — Литвиновичи. Планировка состоит из короткой, прямолинейной, меридионально ориентированной улицы, застроенной двусторонне деревянными крестьянскими усадьбами.

## История
Основана в начале 1920-х годов переселенцами из соседних деревень на бывших помещичьих землях. В 1931 году организован колхоз «Красный партизан», работали 2 ветряные мельницы, кузница. Во время Великой Отечественной войны в сентябре 1943 года немецкие оккупанты сожгли 48 дворов. В бою около деревни 8 ноября 1943 года отличился старший сержант, командир взвода разведки С. И. Ушаков (присвоено звание Героя Советского Союза). Освобождена 22 ноября 1943 года. Согласно переписи 1959 года входила в состав совхоза «Руднянский» (центр — деревня Золотомино).

## Население

### Численность
- 1990-е — жители (21 семья) переселены.

### Динамика
- 1940 год — 50 дворов, 236 жителей.
- 1959 год — 121 житель (согласно переписи).
- 1990-е — жители (21 семья) переселены.